# Terrasse-Vaudreuil
Terrasse-Vaudreuil è un comune del Canada, situato nella provincia del Québec, nella regione di Montérégie.